# Emil Forsberg
Emil Peter Forsberg (IPA: [ˈěːmɪl ˈfɔ̂ʂːbærj]; Sundsvall, 23 ottobre 1991) è un calciatore svedese, centrocampista dei N.Y. Red Bulls e della nazionale svedese.

## Biografia
Suo padre Leif era anch'egli un calciatore, così come suo nonno Lennart.

## Caratteristiche tecniche
Gioca prevalentemente come esterno sinistro, possiede un'ottima velocità e, grazie alla sua duttilità, può agire anche da ala sulla fascia opposta. Durante la partita tende ad accentrarsi nella posizione di mezzala per offrire linee di passaggio, tendendo a creare scompiglio tra le linee avversarie per via della sua imprevedibilità. Si dimostra molto abile tecnicamente, possiede un buon tiro dalla distanza, e una notevole rapidità ed agilità nei dribbling. La sua dote migliore è fornire assist per i compagni, cosa che gli riesce grazie alla sua ottima visione di gioco.

## Carriera

### Club

#### Gli inizi
Cresciuto calcisticamente nel GIF Sundsvall, società di seconda divisione, alla fine del 2011 conquista la promozione in prima divisione. Nel gennaio del 2013 viene acquistato per circa 300000 € dal Malmö FF, con cui firma un contratto quadriennale. Nel 2014 ha segnato 14 gol in campionato ed esordito nella fase a gironi di Champions League.

#### Red Bull Lipsia

Forsberg in azione con la maglia del Malmö nel 2013.

Nel gennaio 2015 durante il mercato invernale, viene ufficialmente acquistato dall'RB Lipsia, squadra tedesca di seconda serie dove firma un contratto di tre anni e mezzo. Con i tedeschi ottiene a fine stagione la promozione al termine della 2. Bundesliga 2015-2016. In quell'occasione Forsberg viene nominato miglior centrocampista del campionato.
Nella stagione 2016-2017, sforna ben 22 assist in campionato risultato come migliore assist-man della Fußball-Bundesliga 2016-2017 ed anche tra i primi cinque in Europa. Il 13 settembre 2017 segna la sua prima rete in Champions League nella partita pareggia per 1-1 in casa contro il Monaco.
Nella stagione successiva a causa di un infortunio all'inguine salta buona parte delle partite. Il 23 novembre 2019 realizza la sua prima doppietta in campionato con la maglia del Lipsia, nella partita vinta per 4-1 in casa contro il Colonia. Pochi giorni più tardi è decisiva la sua doppietta in Champions League nel pareggio interno dei biancorossi in rimonta per 2-2 nei minuti finali contro il Benfica, facendo qualificare per la prima volta, la squadra tedesca agli ottavi di finale.

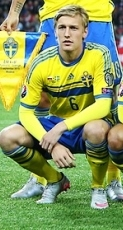
Forsberg con la maglia della Svezia nel settembre 2015.

#### New York Red Bulls
Il 16 dicembre 2023, viene ufficializzato il suo passaggio ai N.Y. Red Bulls, squadra della Major League Soccer, a partire dal 1º gennaio 2024; Forsberg sottoscrive un contratto con il club newyorkese valido fino al 31 dicembre 2026, con opzione di rinnovo per un'ulteriore stagione.

### Nazionale
Dopo aver militato nelle nazionali giovanili svedesi, Under-18 ed Under-19, il 17 gennaio 2014 ha debuttato con la nazionale svedese in un'amichevole contro la Moldavia. A partire dal 2015 si afferma come un titolare della squadra, segnando la sua prima rete internazionale il 14 novembre 2015 contro la Danimarca nella partita valida per i play-off del campionato d'Europa 2016. Ha partecipato successivamente alla fase finale, riportando 3 presenze.
Nel maggio 2018 viene convocato dal CT svedese Janne Andersson per i Mondiali 2018 in Russia, dove segna la marcatura decisiva, nella partita degli ottavi di finale vinta per 1-0 contro la Svizzera.
Convocato per Euro 2020, si mette in mostra segnando quattro gol tra gironi (uno contro la Slovacchia e due alla Polonia) e ottavi (nella sconfitta contro l'Ucraina).

## Statistiche

### Presenze e reti nei club
Statistiche aggiornate al 27 luglio 2025.
| Stagione                  | Squadra                   | Campionato                | Campionato | Campionato | Coppe nazionali | Coppe nazionali | Coppe nazionali | Coppe continentali | Coppe continentali | Coppe continentali | Altre coppe | Altre coppe | Altre coppe | Totale | Totale |
| Stagione                  | Squadra                   | Comp                      | Pres       | Reti       | Comp            | Pres            | Reti            | Comp               | Pres               | Reti               | Comp        | Pres        | Reti        | Pres   | Reti   |
| ------------------------- | ------------------------- | ------------------------- | ---------- | ---------- | --------------- | --------------- | --------------- | ------------------ | ------------------ | ------------------ | ----------- | ----------- | ----------- | ------ | ------ |
| 2009                      | GIF Sundsvall             | S1                        | 19         | 1          | CS              | 1               | 0               | -                  | -                  | -                  | -           | -           | -           | 20     | 1      |
| 2010                      | GIF Sundsvall             | S1                        | 30+2       | 6          | CS              | 2               | 0               | -                  | -                  | -                  | -           | -           | -           | 34     | 6      |
| 2011                      | GIF Sundsvall             | S1                        | 27         | 11         | CS              | 2               | 3               | -                  | -                  | -                  | -           | -           | -           | 29     | 14     |
| 2012                      | GIF Sundsvall             | A                         | 21+1       | 6          | CS              | 1               | 0               | -                  | -                  | -                  | -           | -           | -           | 23     | 6      |
| Totale GIF Sundsvall      | Totale GIF Sundsvall      | Totale GIF Sundsvall      | 97+3       | 24         |                 | 6               | 3               |                    | -                  | -                  |             | -           | -           | 106    | 27     |
| 2013                      | Malmö FF                  | AS                        | 28         | 5          | SC              | 4               | 0               | UEL                | 6                  | 2                  | SS          | 1           | 2           | 39     | 9      |
| 2014                      | Malmö FF                  | AS                        | 29         | 14         | SC              | 5               | 2               | UCL                | 12                 | 2                  | SS          | 1           | 1           | 47     | 19     |
| Totale Malmö FF           | Totale Malmö FF           | Totale Malmö FF           | 57         | 19         |                 | 9               | 2               |                    | 18                 | 4                  |             | 2           | 3           | 86     | 28     |
| gen.-giu. 2015            | RB Lipsia                 | 2.BL                      | 14         | 0          | CG              | 1               | 0               | -                  | -                  | -                  | -           | -           | -           | 15     | 0      |
| 2015-2016                 | RB Lipsia                 | 2.BL                      | 32         | 8          | CG              | 1               | 0               | -                  | -                  | -                  | -           | -           | -           | 33     | 8      |
| 2016-2017                 | RB Lipsia                 | BL                        | 30         | 8          | CG              | 1               | 0               | -                  | -                  | -                  | -           | -           | -           | 31     | 8      |
| 2017-2018                 | RB Lipsia                 | BL                        | 21         | 2          | CG              | 1               | 1               | UCL+UEL            | 5+6                | 2+0                | -           | -           | -           | 33     | 5      |
| 2018-2019                 | RB Lipsia                 | BL                        | 20         | 4          | CG              | 4               | 2               | UEL                | 5                  | 1                  | -           | -           | -           | 29     | 7      |
| 2019-2020                 | RB Lipsia                 | BL                        | 22         | 5          | CG              | 1               | 1               | UCL                | 9                  | 4                  | -           | -           | -           | 32     | 10     |
| 2020-2021                 | RB Lipsia                 | BL                        | 29         | 7          | CG              | 5               | 1               | UCL                | 7                  | 1                  | -           | -           | -           | 41     | 9      |
| 2021-2022                 | RB Lipsia                 | BL                        | 31         | 6          | CG              | 5               | 1               | UCL+UEL            | 6+4                | 2+2                | -           | -           | -           | 46     | 11     |
| 2022-2023                 | RB Lipsia                 | BL                        | 30         | 6          | CG              | 4               | 2               | UCL                | 8                  | 1                  | SG          | 1           | 0           | 43     | 9      |
| 2023-gen. 2024            | RB Lipsia                 | BL                        | 14         | 2          | CG              | 1               | 1               | UCL                | 6                  | 1                  | SG          | 1           | 0           | 22     | 4      |
| Totale Lipsia             | Totale Lipsia             | Totale Lipsia             | 243        | 48         |                 | 24              | 9               |                    | 56                 | 14                 |             | 2           | 0           | 325    | 71     |
| 2024                      | N.Y. Red Bulls            | MLS                       | 19+5       | 7+3        | USOC            | 0               | 0               | -                  | -                  | -                  | LC          | 0           | 0           | 24     | 10     |
| 2025                      | N.Y. Red Bulls            | MLS                       | 24         | 9          | USOC            | 2               | 1               | -                  | -                  | -                  | LC          | 1           | 1           | 27     | 11     |
| Totale New York Red Bulls | Totale New York Red Bulls | Totale New York Red Bulls | 43+5       | 16+3       |                 | 2               | 1               |                    | -                  | -                  |             | 1           | 1           | 51     | 21     |
| Totale carriera           | Totale carriera           | Totale carriera           | 448        | 110        |                 | 41              | 15              |                    | 74                 | 18                 |             | 5           | 4           | 568    | 147    |

### Cronologia presenze e reti in nazionale
| Cronologia completa delle presenze e delle reti in nazionale ― Svezia | Cronologia completa delle presenze e delle reti in nazionale ― Svezia | Cronologia completa delle presenze e delle reti in nazionale ― Svezia | Cronologia completa delle presenze e delle reti in nazionale ― Svezia | Cronologia completa delle presenze e delle reti in nazionale ― Svezia | Cronologia completa delle presenze e delle reti in nazionale ― Svezia | Cronologia completa delle presenze e delle reti in nazionale ― Svezia | Cronologia completa delle presenze e delle reti in nazionale ― Svezia |
| Data                                                                  | Città                                                                 | In casa                                                               | Risultato                                                             | Ospiti                                                                | Competizione                                                          | Reti                                                                  | Note                                                                  |
| --------------------------------------------------------------------- | --------------------------------------------------------------------- | --------------------------------------------------------------------- | --------------------------------------------------------------------- | --------------------------------------------------------------------- | --------------------------------------------------------------------- | --------------------------------------------------------------------- | --------------------------------------------------------------------- |
| 17-1-2014                                                             | Abu Dhabi                                                             | Moldavia                                                              | 1 – 2                                                                 | Svezia                                                                | Amichevole                                                            | -                                                                     | 71’                                                                   |
| 4-9-2014                                                              | Solna                                                                 | Svezia                                                                | 2 – 0                                                                 | Estonia                                                               | Amichevole                                                            | -                                                                     | 46’                                                                   |
| 12-10-2014                                                            | Solna                                                                 | Svezia                                                                | 2 – 0                                                                 | Liechtenstein                                                         | Qual. Euro 2016                                                       | -                                                                     | 66’                                                                   |
| 15-11-2014                                                            | Podgorica                                                             | Montenegro                                                            | 1 – 1                                                                 | Svezia                                                                | Qual. Euro 2016                                                       | -                                                                     | 63’                                                                   |
| 18-11-2014                                                            | Marsiglia                                                             | Francia                                                               | 1 – 0                                                                 | Svezia                                                                | Amichevole                                                            | -                                                                     | 87’                                                                   |
| 27-3-2015                                                             | Chișinău                                                              | Moldavia                                                              | 0 – 2                                                                 | Svezia                                                                | Qual. Euro 2016                                                       | -                                                                     | 80’                                                                   |
| 31-3-2015                                                             | Solna                                                                 | Svezia                                                                | 3 – 1                                                                 | Iran                                                                  | Amichevole                                                            | -                                                                     | 43’                                                                   |
| 8-6-2015                                                              | Oslo                                                                  | Norvegia                                                              | 0 – 0                                                                 | Svezia                                                                | Amichevole                                                            | -                                                                     | 63’                                                                   |
| 14-6-2015                                                             | Solna                                                                 | Svezia                                                                | 3 – 1                                                                 | Montenegro                                                            | Qual. Euro 2016                                                       | -                                                                     | 64’                                                                   |
| 5-9-2015                                                              | Mosca                                                                 | Russia                                                                | 1 – 0                                                                 | Svezia                                                                | Qual. Euro 2016                                                       | -                                                                     |                                                                       |
| 8-9-2015                                                              | Solna                                                                 | Svezia                                                                | 1 – 4                                                                 | Austria                                                               | Qual. Euro 2016                                                       | -                                                                     |                                                                       |
| 14-11-2015                                                            | Solna                                                                 | Svezia                                                                | 2 – 1                                                                 | Danimarca                                                             | Qual. Euro 2016                                                       | 1                                                                     | 47’                                                                   |
| 17-11-2015                                                            | Copenaghen                                                            | Danimarca                                                             | 2 – 2                                                                 | Svezia                                                                | Qual. Euro 2016                                                       | -                                                                     |                                                                       |
| 24-3-2016                                                             | Adalia                                                                | Turchia                                                               | 2 – 1                                                                 | Svezia                                                                | Amichevole                                                            | -                                                                     | 62’                                                                   |
| 29-3-2016                                                             | Solna                                                                 | Svezia                                                                | 1 – 1                                                                 | Rep. Ceca                                                             | Amichevole                                                            | -                                                                     |                                                                       |
| 30-5-2016                                                             | Malmö                                                                 | Svezia                                                                | 0 – 0                                                                 | Slovenia                                                              | Amichevole                                                            | -                                                                     | 46’                                                                   |
| 5-6-2016                                                              | Solna                                                                 | Svezia                                                                | 3 – 0                                                                 | Galles                                                                | Amichevole                                                            | 1                                                                     | 61’                                                                   |
| 13-6-2016                                                             | Saint-Denis                                                           | Irlanda                                                               | 1 – 1                                                                 | Svezia                                                                | Euro 2016 - 1º turno                                                  | -                                                                     |                                                                       |
| 17-6-2016                                                             | Tolosa                                                                | Italia                                                                | 1 – 0                                                                 | Svezia                                                                | Euro 2016 - 1º turno                                                  | -                                                                     | 79’                                                                   |
| 22-6-2016                                                             | Nizza                                                                 | Svezia                                                                | 0 – 1                                                                 | Belgio                                                                | Euro 2016 - 1º turno                                                  | -                                                                     | 82’                                                                   |
| 6-9-2016                                                              | Solna                                                                 | Svezia                                                                | 1 – 1                                                                 | Paesi Bassi                                                           | Qual. Mondiali 2018                                                   | -                                                                     |                                                                       |
| 7-10-2016                                                             | Lussemburgo                                                           | Lussemburgo                                                           | 0 – 1                                                                 | Svezia                                                                | Qual. Mondiali 2018                                                   | -                                                                     |                                                                       |
| 10-10-2016                                                            | Solna                                                                 | Svezia                                                                | 3 – 0                                                                 | Bulgaria                                                              | Qual. Mondiali 2018                                                   | -                                                                     | 74’                                                                   |
| 11-11-2016                                                            | Saint-Denis                                                           | Francia                                                               | 2 – 1                                                                 | Svezia                                                                | Qual. Mondiali 2018                                                   | 1                                                                     |                                                                       |
| 25-3-2017                                                             | Solna                                                                 | Svezia                                                                | 4 – 0                                                                 | Bielorussia                                                           | Qual. Mondiali 2018                                                   | 2                                                                     |                                                                       |
| 9-6-2017                                                              | Solna                                                                 | Svezia                                                                | 2 – 1                                                                 | Francia                                                               | Qual. Mondiali 2018                                                   | -                                                                     |                                                                       |
| 13-6-2017                                                             | Oslo                                                                  | Norvegia                                                              | 1 – 1                                                                 | Svezia                                                                | Amichevole                                                            | -                                                                     | 69’                                                                   |
| 31-8-2017                                                             | Sofia                                                                 | Bulgaria                                                              | 3 – 2                                                                 | Svezia                                                                | Qual. Mondiali 2018                                                   | -                                                                     |                                                                       |
| 3-9-2017                                                              | Barysaŭ                                                               | Bielorussia                                                           | 0 – 4                                                                 | Svezia                                                                | Qual. Mondiali 2018                                                   | 1                                                                     |                                                                       |
| 7-10-2017                                                             | Solna                                                                 | Svezia                                                                | 8 – 0                                                                 | Lussemburgo                                                           | Qual. Mondiali 2018                                                   | -                                                                     |                                                                       |
| 10-10-2017                                                            | Amsterdam                                                             | Paesi Bassi                                                           | 2 – 0                                                                 | Svezia                                                                | Qual. Mondiali 2018                                                   | -                                                                     |                                                                       |
| 10-11-2017                                                            | Solna                                                                 | Svezia                                                                | 1 – 0                                                                 | Italia                                                                | Qual. Mondiali 2018                                                   | -                                                                     |                                                                       |
| 13-11-2017                                                            | Milano                                                                | Italia                                                                | 0 – 0                                                                 | Svezia                                                                | Qual. Mondiali 2018                                                   | -                                                                     | 29’                                                                   |
| 24-3-2018                                                             | Solna                                                                 | Svezia                                                                | 1 – 2                                                                 | Cile                                                                  | Amichevole                                                            | -                                                                     | 79’                                                                   |
| 2-6-2018                                                              | Solna                                                                 | Svezia                                                                | 0 – 0                                                                 | Danimarca                                                             | Amichevole                                                            | -                                                                     |                                                                       |
| 9-6-2018                                                              | Göteborg                                                              | Svezia                                                                | 0 – 0                                                                 | Perù                                                                  | Amichevole                                                            | -                                                                     | 85’                                                                   |
| 18-6-2018                                                             | Nižnij Novgorod                                                       | Svezia                                                                | 1 – 0                                                                 | Corea del Sud                                                         | Mondiali 2018 - 1º turno                                              | -                                                                     |                                                                       |
| 23-6-2018                                                             | Soči                                                                  | Germania                                                              | 2 – 1                                                                 | Svezia                                                                | Mondiali 2018 - 1º turno                                              | -                                                                     |                                                                       |
| 27-6-2018                                                             | Ekaterinburg                                                          | Messico                                                               | 0 – 3                                                                 | Svezia                                                                | Mondiali 2018 - 1º turno                                              | -                                                                     |                                                                       |
| 3-7-2018                                                              | San Pietroburgo                                                       | Svezia                                                                | 1 – 0                                                                 | Svizzera                                                              | Mondiali 2018 - Ottavi di finale                                      | 1                                                                     | 82’                                                                   |
| 7-7-2018                                                              | Samara                                                                | Svezia                                                                | 0 – 2                                                                 | Inghilterra                                                           | Mondiali 2018 - Quarti di finale                                      | -                                                                     | 65’                                                                   |
| 11-10-2018                                                            | Kaliningrad                                                           | Russia                                                                | 0 – 0                                                                 | Svezia                                                                | UEFA Nations League 2018-2019 - 1º turno                              | -                                                                     |                                                                       |
| 23-3-2019                                                             | Solna                                                                 | Svezia                                                                | 2 – 1                                                                 | Romania                                                               | Qual. Euro 2020                                                       | -                                                                     | 67’                                                                   |
| 7-6-2019                                                              | Solna                                                                 | Svezia                                                                | 3 – 0                                                                 | Malta                                                                 | Qual. Euro 2020                                                       | -                                                                     |                                                                       |
| 10-6-2019                                                             | Madrid                                                                | Spagna                                                                | 3 – 0                                                                 | Svezia                                                                | Qual. Euro 2020                                                       | -                                                                     |                                                                       |
| 8-9-2019                                                              | Solna                                                                 | Svezia                                                                | 1 – 1                                                                 | Norvegia                                                              | Qual. Euro 2020                                                       | 1                                                                     |                                                                       |
| 12-10-2019                                                            | Ta' Qali                                                              | Malta                                                                 | 0 – 4                                                                 | Svezia                                                                | Qual. Euro 2020                                                       | -                                                                     |                                                                       |
| 15-10-2019                                                            | Stoccolma                                                             | Svezia                                                                | 1 – 1                                                                 | Spagna                                                                | Qual. Euro 2020                                                       | -                                                                     |                                                                       |
| 15-11-2019                                                            | Bucarest                                                              | Romania                                                               | 0 – 2                                                                 | Svezia                                                                | Qual. Euro 2020                                                       | -                                                                     |                                                                       |
| 5-9-2020                                                              | Solna                                                                 | Svezia                                                                | 0 – 1                                                                 | Francia                                                               | UEFA Nations League 2020-2021 - 1º turno                              | -                                                                     |                                                                       |
| 8-9-2020                                                              | Solna                                                                 | Svezia                                                                | 0 – 2                                                                 | Portogallo                                                            | UEFA Nations League 2020-2021 - 1º turno                              | -                                                                     | 79’                                                                   |
| 11-10-2020                                                            | Zagabria                                                              | Croazia                                                               | 2 – 1                                                                 | Svezia                                                                | UEFA Nations League 2020-2021 - 1º turno                              | -                                                                     |                                                                       |
| 14-11-2020                                                            | Solna                                                                 | Svezia                                                                | 2 – 1                                                                 | Croazia                                                               | UEFA Nations League 2020-2021 - 1º turno                              | -                                                                     |                                                                       |
| 17-11-2020                                                            | Saint-Denis                                                           | Francia                                                               | 4 – 2                                                                 | Svezia                                                                | UEFA Nations League 2020-2021 - 1º turno                              | -                                                                     |                                                                       |
| 25-3-2021                                                             | Solna                                                                 | Svezia                                                                | 1 – 0                                                                 | Georgia                                                               | Qual. Mondiali 2022                                                   | -                                                                     | 74’                                                                   |
| 28-3-2021                                                             | Pristina                                                              | Kosovo                                                                | 0 – 3                                                                 | Svezia                                                                | Qual. Mondiali 2022                                                   | -                                                                     |                                                                       |
| 29-5-2021                                                             | Solna                                                                 | Svezia                                                                | 2 – 0                                                                 | Finlandia                                                             | Amichevole                                                            | -                                                                     | 66’                                                                   |
| 5-6-2021                                                              | Solna                                                                 | Svezia                                                                | 3 – 1                                                                 | Armenia                                                               | Amichevole                                                            | 1                                                                     | 84’                                                                   |
| 14-6-2021                                                             | Siviglia                                                              | Spagna                                                                | 0 – 0                                                                 | Svezia                                                                | Euro 2020 - 1º turno                                                  | -                                                                     | 84’                                                                   |
| 18-6-2021                                                             | San Pietroburgo                                                       | Svezia                                                                | 1 – 0                                                                 | Slovacchia                                                            | Euro 2020 - 1º turno                                                  | 1                                                                     | 90+3’                                                                 |
| 23-6-2021                                                             | San Pietroburgo                                                       | Svezia                                                                | 3 – 2                                                                 | Polonia                                                               | Euro 2020 - 1º turno                                                  | 2                                                                     | 78’                                                                   |
| 29-6-2021                                                             | Glasgow                                                               | Svezia                                                                | 1 – 2 dts                                                             | Ucraina                                                               | Euro 2020 - Ottavi di finale                                          | 1                                                                     | 85’                                                                   |
| 2-9-2021                                                              | Solna                                                                 | Svezia                                                                | 2 – 1                                                                 | Spagna                                                                | Qual. Mondiali 2022                                                   | -                                                                     | 90+4’                                                                 |
| 8-9-2021                                                              | Atene                                                                 | Grecia                                                                | 2 – 1                                                                 | Svezia                                                                | Qual. Mondiali 2022                                                   | -                                                                     |                                                                       |
| 9-10-2021                                                             | Solna                                                                 | Svezia                                                                | 3 – 0                                                                 | Kosovo                                                                | Qual. Mondiali 2022                                                   | 1                                                                     | 85’                                                                   |
| 12-10-2021                                                            | Solna                                                                 | Svezia                                                                | 2 – 0                                                                 | Grecia                                                                | Qual. Mondiali 2022                                                   | 1                                                                     | 87’                                                                   |
| 11-11-2021                                                            | Batumi                                                                | Georgia                                                               | 2 – 0                                                                 | Svezia                                                                | Qual. Mondiali 2022                                                   | -                                                                     |                                                                       |
| 14-11-2021                                                            | Siviglia                                                              | Spagna                                                                | 1 – 0                                                                 | Svezia                                                                | Qual. Mondiali 2022                                                   | -                                                                     | 63’                                                                   |
| 24-3-2022                                                             | Solna                                                                 | Svezia                                                                | 1 – 0 dts                                                             | Rep. Ceca                                                             | Qual. Mondiali 2022                                                   | -                                                                     | 115’                                                                  |
| 29-3-2022                                                             | Chorzów                                                               | Polonia                                                               | 2 – 0                                                                 | Svezia                                                                | Qual. Mondiali 2022                                                   | -                                                                     |                                                                       |
| 2-6-2022                                                              | Lubiana                                                               | Slovenia                                                              | 0 – 2                                                                 | Svezia                                                                | UEFA Nations League 2022-2023 - 1º turno                              | 1                                                                     | cap.                                                                  |
| 5-6-2022                                                              | Solna                                                                 | Svezia                                                                | 1 – 2                                                                 | Norvegia                                                              | UEFA Nations League 2022-2023 - 1º turno                              | -                                                                     | Cap. 66’                                                              |
| 9-6-2022                                                              | Solna                                                                 | Svezia                                                                | 0 – 1                                                                 | Serbia                                                                | UEFA Nations League 2022-2023 - 1º turno                              | -                                                                     | 77’                                                                   |
| 12-6-2022                                                             | Oslo                                                                  | Norvegia                                                              | 3 – 2                                                                 | Svezia                                                                | UEFA Nations League 2022-2023 - 1º turno                              | 1                                                                     | cap.                                                                  |
| 24-9-2022                                                             | Belgrado                                                              | Serbia                                                                | 4 – 1                                                                 | Svezia                                                                | UEFA Nations League 2022-2023 - 1º turno                              | -                                                                     | 74’                                                                   |
| 27-9-2022                                                             | Solna                                                                 | Svezia                                                                | 1 – 1                                                                 | Slovenia                                                              | UEFA Nations League 2022-2023 - 1º turno                              | 1                                                                     |                                                                       |
| 16-11-2022                                                            | Gerona                                                                | Messico                                                               | 1 – 2                                                                 | Svezia                                                                | Amichevole                                                            | -                                                                     | 69’                                                                   |
| 19-11-2022                                                            | Malmö                                                                 | Svezia                                                                | 2 – 0                                                                 | Algeria                                                               | Amichevole                                                            | 1                                                                     | 67’                                                                   |
| 24-3-2023                                                             | Solna                                                                 | Svezia                                                                | 0 – 3                                                                 | Belgio                                                                | Qual. Euro 2024                                                       | -                                                                     | 73’                                                                   |
| 27-3-2023                                                             | Solna                                                                 | Svezia                                                                | 5 – 0                                                                 | Azerbaigian                                                           | Qual. Euro 2024                                                       | 1                                                                     | 71’                                                                   |
| 20-6-2023                                                             | Vienna                                                                | Austria                                                               | 2 – 0                                                                 | Svezia                                                                | Qual. Euro 2024                                                       | -                                                                     | 76’                                                                   |
| 9-9-2023                                                              | Tallinn                                                               | Estonia                                                               | 0 – 5                                                                 | Svezia                                                                | Qual. Euro 2024                                                       | -                                                                     | 79’                                                                   |
| 12-9-2023                                                             | Solna                                                                 | Svezia                                                                | 1 – 3                                                                 | Austria                                                               | Qual. Euro 2024                                                       | -                                                                     | 64’                                                                   |
| 16-10-2023                                                            | Bruxelles                                                             | Belgio                                                                | 1 – 1                                                                 | Svezia                                                                | Qual. Euro 2024                                                       | -                                                                     |                                                                       |
| 16-11-2023                                                            | Baku                                                                  | Azerbaigian                                                           | 3 – 0                                                                 | Svezia                                                                | Qual. Euro 2024                                                       | -                                                                     |                                                                       |
| 19-11-2023                                                            | Solna                                                                 | Svezia                                                                | 2 – 0                                                                 | Estonia                                                               | Qual. Euro 2024                                                       | 1                                                                     | 72’                                                                   |
| 21-3-2024                                                             | Guimarães                                                             | Portogallo                                                            | 5 – 2                                                                 | Svezia                                                                | Amichevole                                                            | -                                                                     | 60’                                                                   |
| 25-3-2024                                                             | Solna                                                                 | Svezia                                                                | 1 – 0                                                                 | Albania                                                               | Amichevole                                                            | -                                                                     | 63’                                                                   |
| 8-6-2024                                                              | Solna                                                                 | Svezia                                                                | 0 – 3                                                                 | Serbia                                                                | Amichevole                                                            | -                                                                     | 62’                                                                   |
| 19-11-2024                                                            | Solna                                                                 | Svezia                                                                | 6 – 0                                                                 | Azerbaigian                                                           | UEFA Nations League 2024-2025 - 1º turno                              | -                                                                     | 66’                                                                   |
| Totale                                                                |                                                                       | Presenze                                                              | 90                                                                    |                                                                       | Reti                                                                  | 21                                                                    |                                                                       |

## Palmarès

### Club
- Campionato svedese: 2

Malmö: 2013, 2014
- Supercoppa di Svezia: 2

Malmö: 2013, 2014
- Coppa di Germania: 2

RB Lipsia: 2021-2022, 2022-2023
- Supercoppa di Germania: 1

RB Lipsia: 2023

### Individuale
- Guldbollen: 1

2021